# WTA San Antonio
Il WTA San Antonio è stato un torneo femminile di tennis che si disputava a San Antonio negli USA.

## Albo d'oro

### Singolare
| Anno | Campionessa      | Finalista      | Punteggio     |
| ---- | ---------------- | -------------- | ------------- |
| 1977 | Billie Jean King | Mary Hamm      | 6-3, 3-6, 6-3 |
| 1978 | Stacy Margolin   | Yvonne Vermaak | 7-5, 6-1      |

### Doppio
| Anno | Campionesse                 | Finalista                   | Punteggio |
| ---- | --------------------------- | --------------------------- | --------- |
| 1977 | Karen Krantzcke Kym Ruddell | Judy Connor Jane Preyer     | 6-3, 6-0  |
| 1978 | Ilana Kloss Marise Kruger   | Laura duPont Françoise Dürr | 6-1, 6-4  |